# Schlosstheater Celle

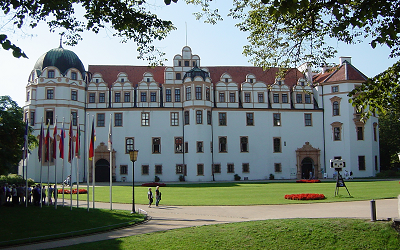
Celler Schloss (September 2003)

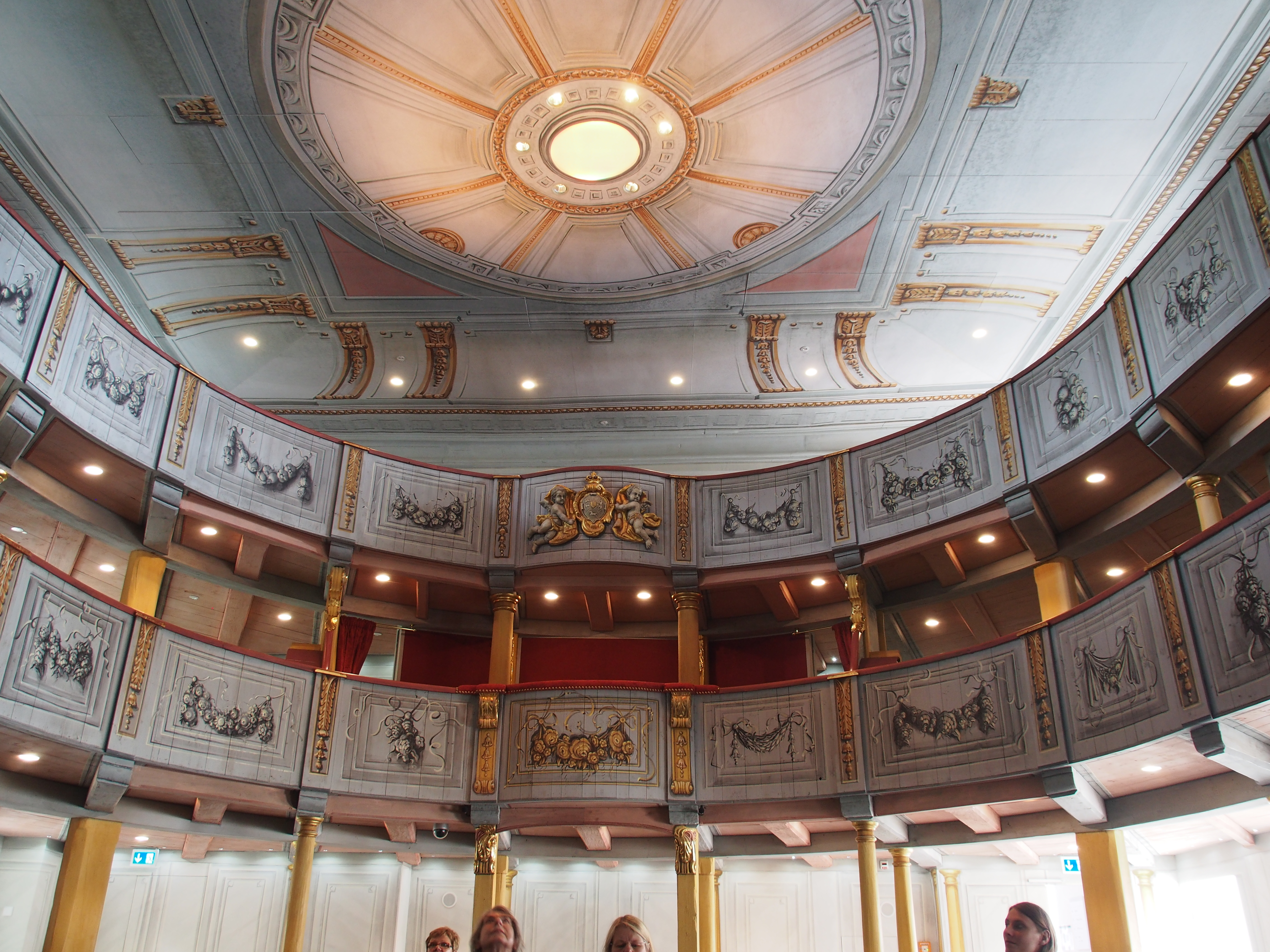
Innenraum des Schlosstheaters Celle

Das Schlosstheater Celle ist ein im Zuge der Erneuerung und Barockisierung des Celler Schlosses entstandenes Hoftheater. Es wurde in den Jahren 1670 bis 1674/75 auf Initiative des Opernliebhabers Georg Wilhelm, Fürst von Lüneburg aus dem Haus Braunschweig und Lüneburg gegründet. Nach einer Blütezeit im 18. Jahrhundert mit festem Ensemble gingen die Aufführungen immer mehr zurück, bis das vernachlässigte Haus 1890 den Spielbetrieb vollständig einstellte. 1935 wurde es umfassend renoviert und wiederbelebt. Das Barocktheater mit hufeisenförmigem Zuschauerraum nach italienischem Vorbild ist einer der ältesten Theaterbauten Europas.
Der Zuschauerraum bietet im Parkett und in den zwei Rängen, von denen der zweite im 18. Jahrhundert nachträglich hinzugefügt wurde, insgesamt 330 Sitzplätze.
Mit Ende der Spielzeit 2009/2010 zog das Theater im Sommer 2010 in ein Übergangsdomizil in der „Residenzhalle“ auf dem Gelände der ehemaligen Cambridge-Dragoner-Kaserne um, da das Theater und ein Schlossflügel umgebaut wurden. Damit sollte ein Absacken der Gebäudesubstanz gestoppt werden. Auch sollte der Innenraum originaler an das Barock angelehnt werden und verändernde Elemente aus der letzten umfassenden Sanierung im Jahre 1935 fielen weg. Das Studioprogramm des ehemaligen Malersaals wurde in der Kleinen Residenzhalle der Cambridge-Dragoner-Kaserne gezeigt. Für diese Spielstätte wurde eine der beiden Probebühnen umfunktioniert. Es hatten 60 Zuschauer Platz. Die Residenzhalle bot künstlerische Möglichkeiten, denn hier konnte der Bühnenraum als klassischer Guckkasten, als Arena oder als Catwalk genutzt werden. Eingeweiht wurde die Residenzhalle am 24. September 2010 mit „Die Nibelungen“ von Moritz Rinke.
Seit der Eröffnungspremiere am 12. Oktober 2012 wird wieder an historischer Stätte im Celler Schloss gespielt.
Nach der Erneuerung ist eine zweite Studiobühne hinzugekommen, die „Turmbühne“, die am 13. Oktober 2012 mit der Uraufführung von „Viel Rauch und ein kleines Häufchen Asche“ von Ralf-Günter Krolkiewicz eingeweiht wurde.
Heute gehören zum Schlosstheater Celle zwei Studiobühnen im Schloss (Malersaal und Turmbühne mit je 40 Plätzen) sowie die Halle 19 auf dem Gelände der CD-Kaserne an der Hannoverschen Heerstraße (in der Umbauphase als „Residenzhalle“ bekannt). Im Sommer findet im Innenhof des Schlosses das Freiluft-Sommertheater statt.
Mit Beginn der Intendanz von Andreas Döring wurde der Spielbetrieb von en Suite auf Repertoire umgestellt und das Programm im Bereich Kinder- und Jugendtheater deutlich erweitert. Weit über 20 Premieren werden vom festen Ensemble und Gästen in jeder Spielzeit auf die Bühnen gebracht.

## Intendanz
- 1956–1972  Hannes Razum
- 1972–1993  Eberhard Johow
- 1993–1998  Serge Roon
- 1998–2008  Karin H. Veit
- 2009–2014 Bettina Wilts

Seit der Spielzeit 2014/15 ist Andreas Döring Intendant des Schlosstheaters.